# Дета
Дета (рум. Deta) — город в Румынии в жудеце Тимиш.

## История
Первое письменное упоминание об этих местах относится к документу 1360 года, где говорится о владениях Петруса де Дееда, и поэтому они были известны как «Дед» или «Дедул». В 1552 году эти места были завоёваны Османской империей и вошли в состав Темешварского эялета; в 1660-х годах эти места посетил турецкий путешественник Эвлия Челеби.
В 1718 году в соответствии с условиями Пожаревацкого мира эти земли перешли в состав Габсбургской монархии. В годы турецкого владычества и военных действий местное население сильно уменьшилось, и поэтому Габсбурги стали привлекать сюда переселенцев из центральной Европы, ставших известными как банатские швабы. Территория (известная тогда как Деттори) стала быстро развиваться. В 1810 году Дета стала городом. В 1858 году через город прошла железная дорога.
С 1921 года по Трианонскому договору эти земли вошли в состав Румынии.

## Города побратимы
- Bordány (Венгрия)
- Чока (Сербия)
- Гальянико (Италия)